# 金奈縣
13°5′2″N 80°16′12″E / 13.08389°N 80.27000°E

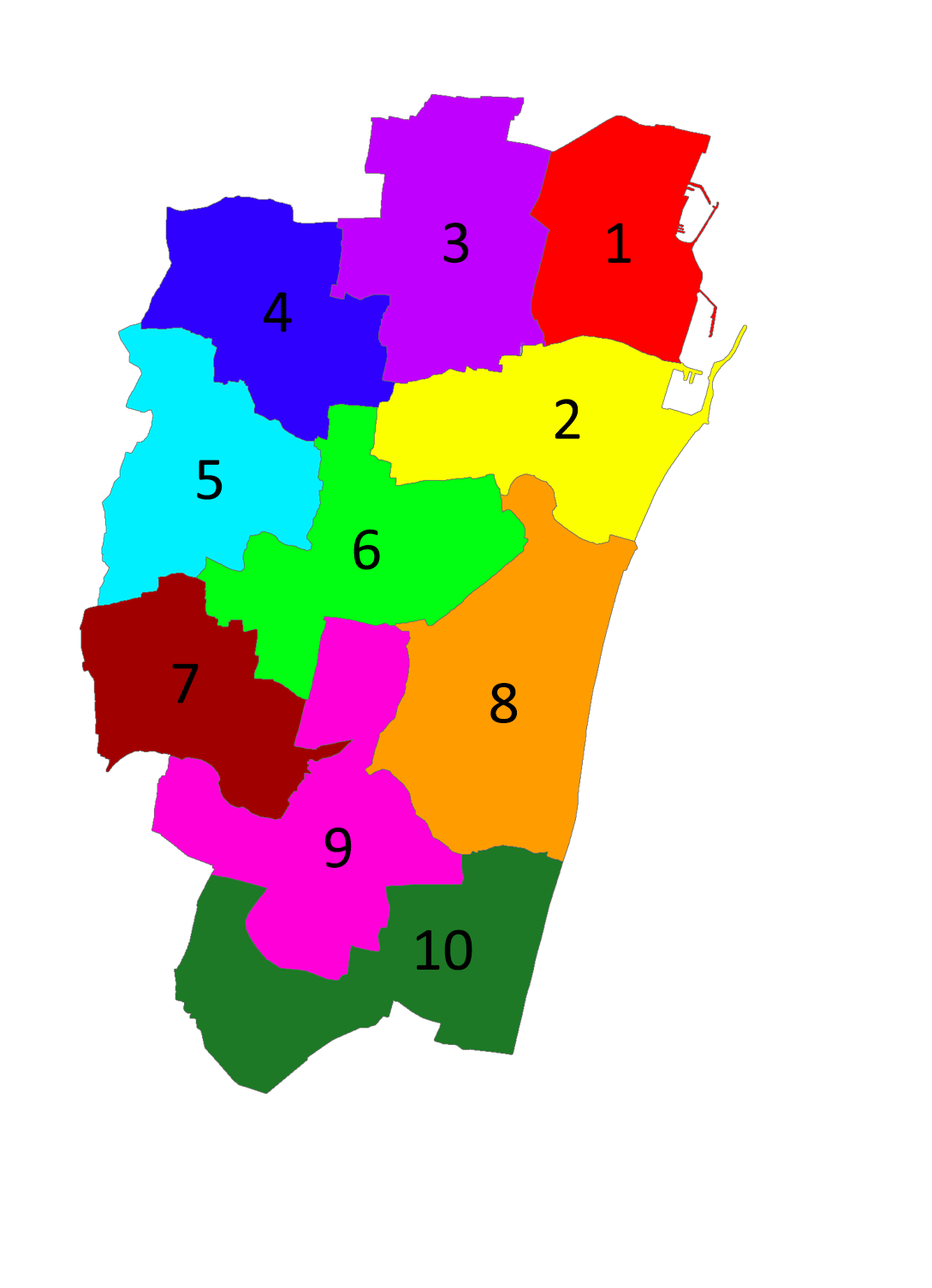

金奈縣是印度的一個縣，位於該國南部，由泰米爾納德邦負責管轄，面積174平方公里，每年平均降雨量1,266毫米，識字率為80.14%，2011年人口4,681,087，人口密度每平方公里26,903人。

## 外部連結
- Chennai District - சென்னை மாவட்டம் （页面存档备份，存于）
- Chennai District